# Sonam Lhamo
Sonam Lhamo, född 1988, är en bhutanesisk skådespelerska som spelade en av de ledande rollerna i filmen Travellers and Magicians från 2003.

## Filmografi
- 2003 - Travellers and Magicians – Sonam